# Slowakische Badmintonmeisterschaft 1973
Die Slowakische Badmintonmeisterschaft 1973 war die siebente offizielle Auflage der Titelkämpfe im Badminton in der Slowakei. Sie fand vom 10. bis zum 11. März 1973 in Košice statt.

## Medaillengewinner
| Disziplin    | Gold                          | Silber                         | Bronze                          |
| ------------ | ----------------------------- | ------------------------------ | ------------------------------- |
| Herreneinzel | Ján Šandorčin                 | Jaroslav Kozák                 | Juraj Reis                      |
| Dameneinzel  | Alena Sedláková               | Milena Kehrová                 | Mária Ferková                   |
| Herrendoppel | Peter Jacina Jozef Žuffa      | Mikuláš Starec Ján Šandorčin   | Jaroslav Kozák Jozef Kovér      |
| Damendoppel  | Mária Ferková Alena Sedláková | Milena Kehrová Dagmar Benická  | Mária Beerová Mária Veselá      |
| Mixed        | Peter Jacina Alena Sedláková  | Mikuláš Starec Helena Navarová | Ján Šandorčin Mária Peterčáková |